# Marko Špica
Marko Špica (in serbo Марко Шпица?; Novi Sad, 9 giugno 1986) è un ex cestista serbo con cittadinanza ungherese.